# 館山自動車道

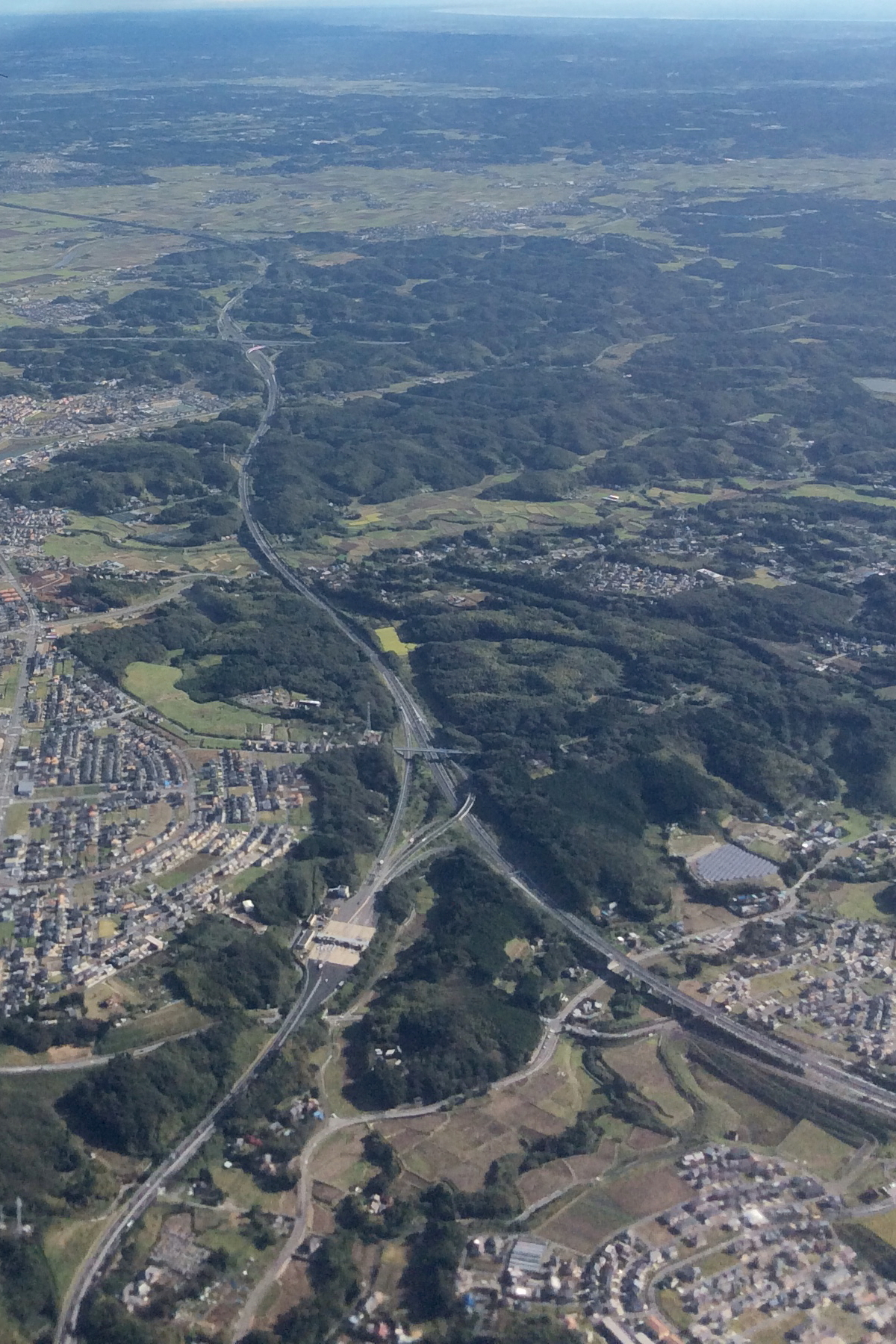
手前は木更津南JCT、その奥は木更津JCT

館山自動車道（たてやまじどうしゃどう、英語: TATEYAMA EXPWY）は、千葉県千葉市中央区の京葉道路から富津市の富津竹岡インターチェンジ (IC) へ至る高速道路（高速自動車国道）である。略称は館山道（たてやまどう）。館山自動車道と称すが、接続する富津館山道路も含めて館山市内までには入っていない。
高速道路ナンバリングによる路線番号は京葉道路、富津館山道路とともに「E14」が割り振られている。

## 概要
北側は京葉道路、南側は富津館山道路と接続しており、東京都都心から千葉県の南房総市までを自動車専用道路で結ぶ。キロポスト表示は京葉道路一之江橋起点から、IC番号も篠崎ICからの通しとなっており、富津館山道路まで続いている。実質的には京葉道路起点から富津館山道路富浦ICまで1つの高速道路としてみなすことができる。また木更津JCTにて東京湾アクアライン連絡道（アクア連絡道）へ分岐し、神奈川県へもアクセスが可能である。2007年（平成19年）3月21日には首都圏中央連絡自動車道（圏央道）も接続した。
他の高速自動車国道との（予定路線区間等も含めて）直接接続が一切ない珍しい路線であり、同様の高速自動車国道は他に沖縄県の沖縄自動車道があるのみである。また、起点の京葉道路接続部（千葉南JCT）はランプウェイが整備されておらず、同様の例は千葉県内では他に木更津西JCT（アクア連絡道・圏央道接続点）がある程度で、全国的に珍しい。
国土開発幹線自動車道建設法における路線名は「東関東自動車道館山線」であり、高速自動車国道の路線を指定する政令で指定された正式な路線名は「東関東自動車道千葉富津線」となっている。

## インターチェンジなど
ここでは、京葉道路 - 木更津南JCT - 富津竹岡ICを本線、木更津南JCT - 木更津南ICを木更津南支線とする。
- IC番号欄の背景色が■である部分については道路が供用済みの区間を示す。
- スマートインターチェンジ (SIC) 等のETC専用ICは背景色■で示す。
- バスストップ (BS) のうち、○/●は運用中、◆は休止中の施設。無印はBSなし。
- 略字は、ICはインターチェンジ、JCTはジャンクション、SAはサービスエリア、PAはパーキングエリアをそれぞれ示す。
- キロポストは京葉道路一之江橋西詰から、IC番号は同篠崎ICからの通しとなっている。

### 本線
- 全区間千葉県内に所在。

| IC 番号                                | 施設名         | 接続路線名                                            | 一之江橋 から (km) | BS | 備考                                                                    | 所在地        |
| -------------------------------------- | -------------- | ----------------------------------------------------- | ------------------ | -- | ----------------------------------------------------------------------- | ------------- |
| E14 京葉道路 船橋 篠崎 小松川 東京方面 |                |                                                       |                    |    |                                                                         |               |
| -                                      | （千葉南JCT）  |                                                       | 35.7               |    | 一般国道16号京葉道路と東関東自動車道千葉富津線の境界 一般道との接続なし | 千葉市 中央区 |
| 13                                     | 市原IC         | 国道297号（市原バイパス）                             | 43.7               |    |                                                                         | 市原市        |
| -                                      | 市原SA         | -                                                     | 48.1               |    |                                                                         | 市原市        |
| 14                                     | 姉崎袖ケ浦IC   | 県道24号千葉鴨川線                                    | 53.7               |    |                                                                         | 市原市        |
| 15                                     | 木更津北IC     | 国道409号（房総横断道路）                             | 60.7               |    |                                                                         | 木更津市      |
| 16                                     | 木更津JCT      | CA 東京湾アクアライン連絡道 C4 首都圏中央連絡自動車道 | 62.5               |    | 圏央道のJCT番号は、「110」                                              | 木更津市      |
| 17                                     | 木更津南JCT    | 木更津南・富津岬方面（E14木更津南支線）               | 66.4               |    |                                                                         | 木更津市      |
| -                                      | 木更津羽鳥野BS | -                                                     |                    | ○  |                                                                         | 木更津市      |
| 18                                     | 君津IC         | 県道92号君津鴨川線                                    | 70.4               |    |                                                                         | 君津市        |
| 18-1                                   | 君津PA/SIC     |                                                       | 74.7               |    | スマートICは6 - 22時                                                    | 君津市        |
| 19                                     | 富津中央IC     | 国道127号                                             | 79.6               |    |                                                                         | 富津市        |
| -                                      | 富津浅間山BS   | -                                                     |                    | ○  | 2019年10月1日供用開始                                                   | 富津市        |
| 20                                     | 富津竹岡IC     | 県道91号竹岡インター線                                | 87.1               |    |                                                                         | 富津市        |
| E14 富津館山道路 館山方面              |                |                                                       |                    |    |                                                                         |               |

- 京葉道路は、市原ICから8.0 km先で接続している。

### 木更津南支線
- 全区間千葉県木更津市内に所在。

| IC 番号 | 施設名         | 接続路線名               | 起点 から (km) |
| ------- | -------------- | ------------------------ | -------------- |
| 17      | 木更津南JCT    | E14本線                  | 0.0            |
| -       | 木更津南料金所 |                          |                |
| 17-1    | 木更津南IC     | 国道127号                | 2.0            |
| 17-1    | 終点           | 国道16号（東京湾岸道路） | 4.3            |

- キロポストは、木更津南JCTを起点に「支0.3」のように設置されている。

## 歴史
- 1995年（平成7年）4月26日 : 千葉南JCT - 姉崎袖ケ浦IC開通。
- 1995年（平成7年）7月18日 : 姉崎袖ケ浦IC - 木更津南IC開通[5]。
- 1996年（平成8年）3月28日 : 木更津JCT開通により、東京湾アクアライン連絡道と接続[6][注釈 1]。
- 2003年（平成15年）4月29日 : 木更津南JCT - 君津IC開通[8]。
- 2005年（平成17年）3月19日 : 富津中央IC - 富津竹岡IC開通[9]。
- 2007年（平成19年）3月21日 : 木更津JCTで首都圏中央連絡自動車道に接続。
- 2007年（平成19年）7月4日 : 君津IC - 富津中央IC開通により、着工から24年目で全線開通。同時に木更津南JCT - 君津ICが4車線化。
- 2009年（平成21年）3月29日 : 君津PAにてスマートインターチェンジの運用開始（千葉県では初のスマートインターチェンジ）。
- 2015年（平成27年）6月7日 : 首都圏中央連絡自動車道の神崎IC - 大栄JCT間開通により、京葉道路・東関東自動車道経由で千葉県外の高速自動車国道とも接続。
- 2019年（平成31年）3月31日 : 君津IC - 富津中央ICが4車線化[10]。
- 2020年（令和2年）3月6日 : 富津中央IC - 富津竹岡ICが4車線化[11]。これによりほぼ全線4車線化[11]。ただし、天羽トンネル下り線は1車線。
- 2023年（令和5年）12月7日 : 富津中央ICがETC専用に変更[12]。
- 2025年（令和7年）3月25日 : 姉崎袖ケ浦ICがETC専用に変更[13]。

## 路線状況

### サービスエリア・パーキングエリア
館山自動車道は総距離が短いこともあり、休憩所は市原サービスエリア (SA) と君津パーキングエリア (PA) の2か所のみである。市原SAはガソリンスタンド、上り線にロッテリアがあり、スナック・ショッピングコーナーも上下線ともに24時間営業となっているが、下り線のガソリンスタンドは深夜営業をしていない。君津PAはトイレと自動販売機のみのPAとなっている。

### 主なトンネル・橋
- 天羽トンネル
  - 上り線1,271 m
  - 下り線1,255 m

#### トンネルの数
| 区間                        | 上り線 | 下り線 |
| --------------------------- | ------ | ------ |
| 京葉道路接続部 - 富津中央IC | 0      | 0      |
| 富津中央IC - 富津竹岡IC     | 1      | 1      |
| 木更津南JCT - 木更津南IC    | 0      | 0      |
| 合計                        | 1      | 1      |

- 富津中央IC - 富津竹岡IC間に1本ある以外、トンネルは存在しない。なお、接続する富津館山道路はトンネルが多い。

### 車線・最高速度
| 区間                          | 車線   | 車線   | 車線   | 最高速度                    | 最高速度                                                | 最高速度                                                 |
| ----------------------------- | ------ | ------ | ------ | --------------------------- | ------------------------------------------------------- | -------------------------------------------------------- |
| 区間                          | 上下線 | 上り線 | 下り線 | 大特 三輪・牽引             | 大型貨物 特定中型貨物                                   | 左記以外の車両                                           |
| 本線                          |        |        |        |                             |                                                         |                                                          |
| 南千葉JCT - 天羽トンネル付近  | 4      | 2      | 2      | 80 km/h （法定）            | 90 km/h （法定）                                        | 100 km/h （法定）                                        |
| 天羽トンネル付近 - 富津竹岡IC | 3      | 2      | 1      | （上下線） 80 km/h （法定） | （下り線） 80 km/h （指定） （上り線） 90 km/h （法定） | （下り線） 80 km/h （指定） （上り線） 100 km/h （法定） |
| 木更津南支線                  |        |        |        |                             |                                                         |                                                          |
| 全線                          | 4      | 2      | 2      | 80 km/h （法定）            | 80 km/h （指定）                                        | 80 km/h （指定）                                         |

- 一部を除き全線4車線供用、木更津南支線を除くほぼ全線が最高速度100㎞/hで運用されている。
- ただし、終点の富津竹岡ICから南の富津館山道路が暫定2車線かつ富津竹岡ICがトンネルに囲まれている地形的制約上、天羽トンネルの下り線が1車線運用で、80㎞/hとなっている。
- 君津IC以南から終点までの16.7kmは暫定2車線だったが、2009年（平成21年）4月27日の第4回国土開発幹線自動車道建設会議にて4車線に整備計画が変更されたものの[14]、2009年（平成21年）10月、政権交代を果たした民主党の公共事業見直しにより国土交通省が4車線化事業の凍結を決定し、再び4車線化工事は白紙になった[15]。しかし、繁忙期には渋滞が頻発していたことから、2012年（平成24年）4月に事業許可を受け、その後2012年（平成24年）10月に測量、土質調査及び工事に向けた設計を開始、2015年（平成27年）1月20日に着工式が行われた[16]。君津IC - 富津中央IC間は2019年（平成31年）3月31日に[10]、富津中央IC - 富津竹岡IC間は2020年（令和2年）3月6日に4車線化された[11]。

### 交通量

#### 本線
24時間交通量（台）　道路交通センサス
| 区間                      | 平成11（1999）年度 | 平成17（2005）年度 | 平成22（2010）年度 | 平成27（2015）年度 | 令和3（2021）年度 |
| ------------------------- | ------------------ | ------------------ | ------------------ | ------------------ | ----------------- |
| 蘇我IC - 市原IC           | 36,974             | 38,437             | 43,092             | 42,324             | 43,752            |
| 市原IC - 姉崎袖ケ浦IC     | 26,364             | 27,057             | 33,536             | 34,217             | 34,991            |
| 姉崎袖ケ浦IC - 木更津北IC | 19,985             | 21,335             | 28,511             | 29,873             | 30,149            |
| 木更津北IC - 木更津JCT    | 17,315             | 19,524             | 25,602             | 27,004             | 27,330            |
| 木更津JCT - 木更津南JCT   | 14,385             | 16,656             | 24,478             | 27,180             | 28,029            |
| 木更津南JCT - 君津IC      | 調査当時未開通     | 05,903             | 14,235             | 15,767             | 17,457            |
| 君津IC - 君津PASIC        | 調査当時未開通     | 調査当時未開通     | 09,891             | 10,742             | 12,429            |
| 君津PASIC - 富津中央IC    | 調査当時未開通     | 調査当時未開通     | 09,651             | 10,449             | 11,974            |
| 富津中央IC - 富津竹岡IC   | 調査当時未開通     | 04,240             | 09,101             | 09,717             | 10,787            |

（出典：「平成17年　道路交通センサス　一般交通量調査結果」（関東地方整備局ホームページ）「平成22年度道路交通センサス」・「平成27年度全国道路・街路交通情勢調査」・「令和3年度全国道路・街路交通情勢調査」（国土交通省ホームページ）より一部データを抜粋して作成）
- 令和2年度に実施予定だった交通量調査は、新型コロナウイルスの影響で延期された[17]。

#### 木更津南支線
24時間交通量（台）　道路交通センサス
| 区間                     | 平成11（1999）年度 | 平成17（2005）年度 | 平成22（2010）年度 | 平成27（2015）年度 | 令和3（2021）年度 |
| ------------------------ | ------------------ | ------------------ | ------------------ | ------------------ | ----------------- |
| 木更津南JCT - 木更津南IC | 14,385             | 10,921             | 12,853             | 14,605             | 13,526            |
| 木更津南IC - 取付部      | 14,385             | 04,942             | 07,385             | 08,393             | 13,526            |

（出典：「平成17年度　道路交通センサス一般交通量調査結果」（関東地方整備局ホームページ）平成22年度道路交通センサス」・「平成27年度全国道路・街路交通情勢調査」・「令和3年度全国道路・街路交通情勢調査」（国土交通省ホームページ）より一部データを抜粋して作成）
- 令和2年度に実施予定だった交通量調査は、新型コロナウイルスの影響で延期された[17]。

総交通量（2008年（平成20年）度）
- 1日平均 : 6万6827台

料金収入（2008年（平成20年）度）
- 1日平均 : 3704万5000円

### 道路管理者
- NEXCO東日本 関東支社
  - 市原管理事務所 : 蘇我IC - 木更津北IC
  - 東京湾アクアライン管理事務所 : 木更津北IC - 富津竹岡IC・木更津南JCT - 木更津南IC

#### ハイウェイラジオ
- 市原SA付近（市原IC - 姉崎袖ヶ浦IC）[18]
- 姉崎袖ヶ浦IC付近（姉崎袖ヶ浦IC - 木更津北IC）[18]
- 木更津南JCT付近（木更津JCT - 君津IC）[18]

## 地理

### 通過する自治体
- 千葉県
  - 千葉市中央区 - 市原市 - 袖ケ浦市 - 木更津市 - 君津市 - 富津市

### 接続する高速道路
接続している高速道路はいずれも一般国道の自動車専用道路であり、高速自動車国道とは接続していない。
- E14 京葉道路（千葉市中央区浜野町本線で直結）
- CA 東京湾アクアライン連絡道（木更津JCTで接続）
- C4 首都圏中央連絡自動車道（木更津JCTで接続）
- E14 富津館山道路（富津竹岡ICで直結）